# Helena Horká
Helena Horká (ur. 15 czerwca 1981 roku w Brnie) – czeska siatkarka, reprezentantka kraju, grająca na pozycji atakującej.
W 1999 roku debiutowała w reprezentacji swojego kraju. Brała udział w mistrzostwach Europy (2003, 2007) oraz mistrzostwach świata (2002). W sezonie 2010-2011 i 2019-2020 siatkarka miała urlop macierzyński.

## Sukcesy klubowe
Mistrzostwo Czech:
- 2002, 2003, 2012, 2018
- 2000, 2001, 2019

Puchar Czech:
- 2001, 2002, 2003, 2012, 2018

Puchar Szwajcarii:
- 2004

Mistrzostwo Szwajcarii:
- 2004

Mistrzostwo Grecji:
- 2006, 2007

Superpuchar Polski:
- 2007

Mistrzostwo Polski:
- 2010
- 2009
- 2008

Puchar Polski:
- 2009